# Paope
Paope is een plaats in de Estlandse gemeente Hiiumaa, provincie (en eiland) Hiiumaa. De plaats heeft de status van dorp (Estisch: küla).
Paope lag tot in oktober 2013 in de gemeente Kõrgessaare, daarna tot in oktober 2017 in de gemeente Hiiu en sindsdien in de fusiegemeente Hiiumaa.

## Bevolking
Het dorp had 41 inwoners op 31 december 2011 en 53 inwoners op 31 december 2021.

## Ligging
Paope ligt aan de westkust van het eiland Hiiumaa, ten zuiden van de plaats Kõrgessaare. Tugimaantee 80, de secundaire weg van Heltermaa via Kärdla naar Luidja, komt door Paope.